# Kanabipiperidietanon
Kanabipiperidietanon (1-(N-metilpiperidin-2-ilmetil)-3-(2-metoksifenilacetil)indol) je sintetički kanabinoid koji je sastojak biljnih mešavina sintetičkih kanabisa koji su u prodaju u Japanu, zajedno sa JWH-122 i JWH-081. Njegov afinitet vezivanja (IC50) za kanabinoidne receptore je 591 nM na CB1 i 968 nM na CB2. On je 2,3 i 9,4 puta slabiji od JWH-250 na tim biološkim ciljevima.